# Анохина, Анна Александровна
Анна Александровна Анохина (род. 16 июля 1992 года) — российская подводница-ориентировщица.

## Карьера
Занимается подводным ориентированием у Константина Эгильского в воронежской СДЮСШОР ВВС.
В 2010 году завоевала серебро на молодёжном чемпионате мира в чешском Градеке-над-Нисой.
На чемпионате мира 2013 года завоевала золотую и серебряную медали.
В 2014 году стала чемпионкой Европы.
Победитель ряда всероссийских соревнований
.
Приказом министра спорта РФ № 71  от 3 июня 2015 года удостоена почётного звания заслуженный мастер спорта России.